# Roma in Rumänien
Roma bilden nach den Ungarn die zweitgrößte ethnische Minderheit in Rumänien. Verlässliche Zahlen zu Bevölkerungsgröße und -anteil fehlen. Ihre offizielle Zahl stieg von 535.140 Personen 2002 auf 619.007 im Jahre 2011. Nach Angaben des Europarats leben in Rumänien etwa 1.850.000 Roma (8,32 % der Bevölkerung). Einige Autoren halten die Roma für die größte Minderheit des Landes. Viele Roma sind sozial, materiell und politisch marginalisiert.

## Begriff
Im Gegensatz zum deutschen Sprachraum, wo die Bezeichnungen „Roma“ und „Sinti und Roma“ miteinander konkurrieren, wird in Rumänien als Sammelkategorie für die große Zahl unterschiedlicher Subgruppen, zu denen Sinti nicht gehören, allein der Begriff „Roma“ (auch in der Schreibweise „Rroma“) verwendet. Daneben tritt die rumänische Fremdbezeichnung țigani („Zigeuner“), die es im Romanes nicht gibt, auch als Selbstbezeichnung auf; in welchem Umfang, ist nicht wissenschaftlich untersucht. Seit Ende der 1990er Jahre ist in amtlichen rumänischen Dokumenten von „Roma“ die Rede.
Dies stieß auf erheblichen Widerspruch in Politik und Gesellschaft. Rumänische Nationalisten eröffneten 2009 eine Kampagne für ein Gesetz zur Wiedereinführung von țigani und zur Beseitigung von roma. Damit waren sie nicht erfolgreich, aber 2010 kündigte die Liberaldemokratische Partei, Regierungspartei und Mitglied der Europäischen Volkspartei, eine ganz ähnliche Gesetzesinitiative an. Ziel sei „der Schutz der Rumänen in den zigeunerfeindlichen Regionen, da die schlechte Behandlung und negative Diskriminierung der Roma ungerechtfertigterweise auch Rumänen betreffen könnte“. In dieser Sicht wird die Minderheit der Roma nicht zur rumänischen Bevölkerung gerechnet. Begründet wird die Ablehnung der Bezeichnung roma meist mit einer Verwechslungsgefahr zwischen roma und români („Rumäne“), die etymologisch nicht verbunden sind. Für den rumänischen Präsidenten Traian Băsescu war die Änderung der Bezeichnung „Zigeuner“ in „Roma“ ein „großer politischer Fehler“. Băsescu erklärte, dass die Rumänen in ganz Europa mit den Roma verwechselt würden. Die Aussage löste bei zahlreichen zivilgesellschaftlichen Organisationen Empörung über die Implikation aus, dass die Roma keine Rumänen seien. Sie führte zu einer Protestdemonstration in der rumänischen Hauptstadt. Das Kultur- und das Außenministerium, die Roma-Nationalagentur, das Generalsekretariat der Regierung, die Abteilung für interethnische Beziehungen und der Nationalrat für die Bekämpfung der Diskriminierung widersprachen unter Berufung auf eine EU-Richtlinie aus dem Jahr 2000. Das Ziel, so das Außenministerium, einer begrifflichen Trennung zwischen „Rumänen“ und „Roma“ werde ohnehin verfehlt, weil man in anderen Staaten weiterhin bei „Roma“ bleiben werde. Am Ende lehnte der rumänische Senat die offizielle Umbenennung in țigani 2011 ab.
Eine „wenig ethnisch orientierte Beachtung“ finden Beiträge von Roma zur Hochkultur, wenn ihnen öffentliche Ehrung zukommt wie im Falle des hoch angesehenen Jazzpianisten Johnny Răducanu, dem allgemein die Zuschreibung „Rumäne“ gewährt wird. Sie treten dann auch des Öfteren als repräsentative Kulturbotschafter ihres Landes in den Blick.
Seit Mitte der 1990er Jahre wurde – auf Vorschlag von Roma-Vertretern – die orthographische Neuschöpfung „Rroma“ (Singular) bzw. „Rromi“ (Plural) eingeführt, um dem Argument der Verwechslungsgefahr entgegenzutreten und eine Rückkehr zum Begriff „Zigeuner“ zu vermeiden. Die Form „Rroma“ wird von rumänischen Behörden nur sporadisch verwendet, hat aber teilweise Eingang in die internationale wissenschaftliche Literatur gefunden.
Die Roma-Minderheit bildet auch in Rumänien kein homogenes „Volk“, da es zu keinem Zeitpunkt politisch gesteuerte und gesellschaftlich verankerte Prozesse der Volkskonstruktion gab wie im Fall der rumänischen (oder ungarischen) Mehrheitsbevölkerung. Sie ist bis heute in zahlreiche Gruppen fragmentiert geblieben. Ihre Sprecher betonen die jeweilige Eigenständigkeit, die Gruppen distanzieren sich voneinander. In Selbstverständnis und Gruppenbezeichnung beziehen sie sich dabei nach wie vor auf die inzwischen historischen gruppentypischen Wirtschaftsweisen. Größere ethnische Teilgruppen bilden die Kalderasch („Kupferschmiede“, wörtlich „Kesselschmiede“), die Corturari (Țiganii nomazi, „Zeltzigeuner“), die Băeși („Korbflechter“) und die Țigani de mătasă („Seidenzigeuner“).

## Demographie

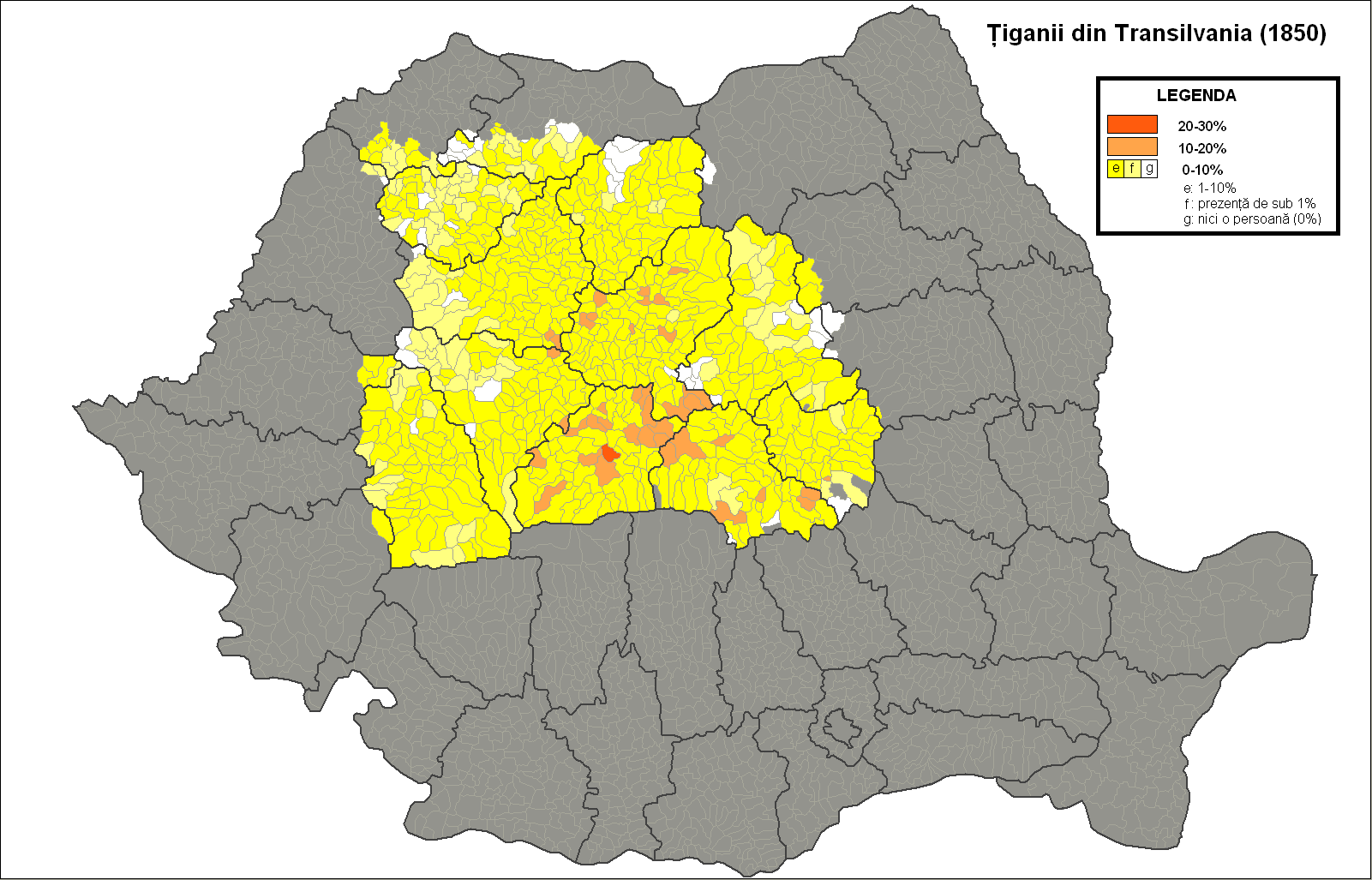
Der Anteil der „Zigeuner“ in Siebenbürgen (österreichische Volkszählung 1850)

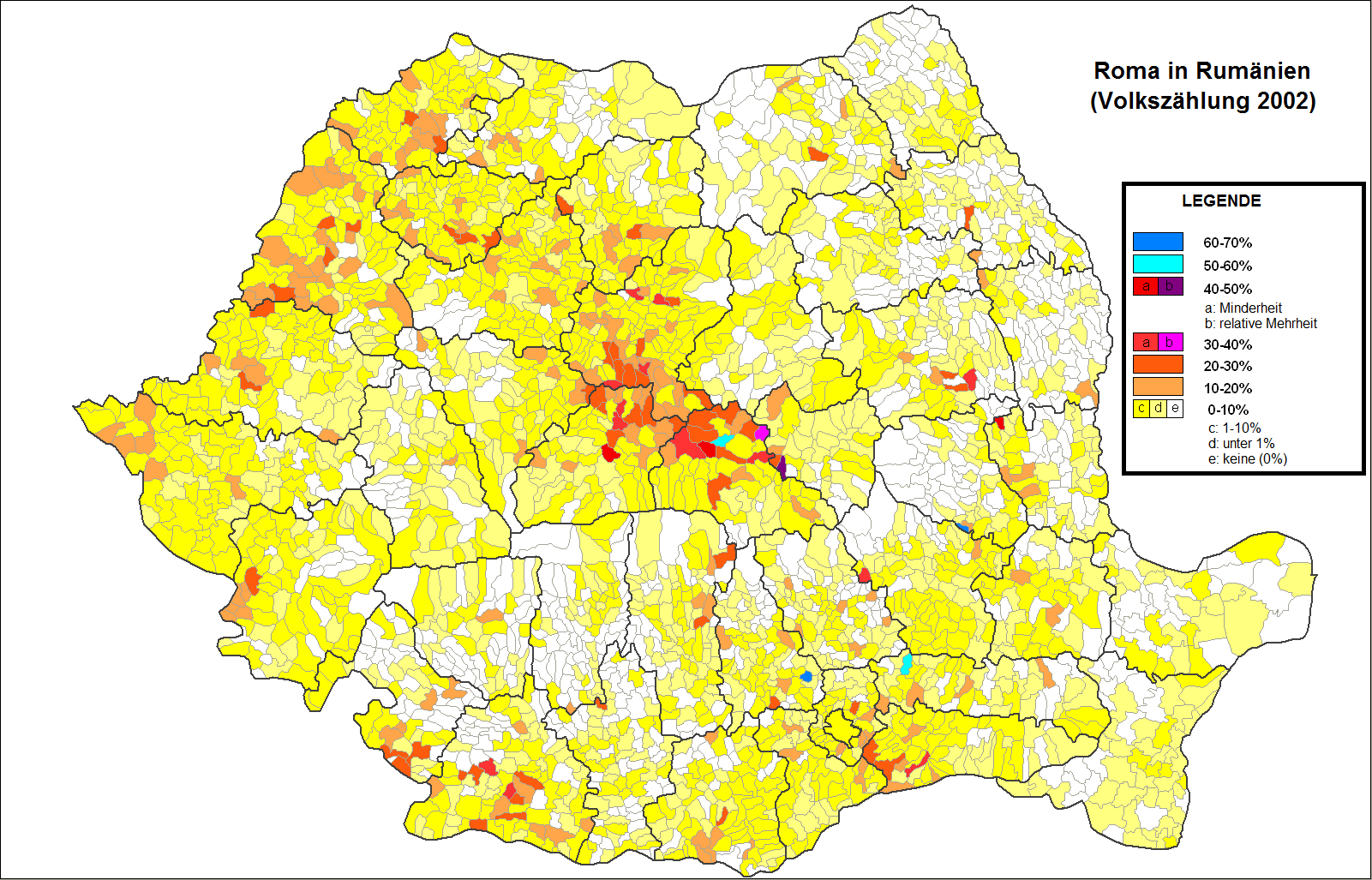
Der Anteil der Roma in den Gemeinden Rumäniens, so wie sie bei der Volkszählung 2002 aufgenommen wurden

Wie generell bei Roma sind valide Angaben zum Bevölkerungsanteil und zu dessen Entwicklung auch für Rumänien und seine einzelnen Verwaltungsbezirke unmöglich, nachdem die in einer Volkszählung zu Befragenden häufig
- sich trotz der Herkunft aus der Roma-Minderheit im Zuge von Assimilierungsprozessen inzwischen in andere Nationalitäten (Rumänen, Ungarn, Türken) einordnen,[16]
- ein Bekenntnis zur Herkunftsethnie aus Furcht vor Benachteiligungen und Diskriminierungen verweigern[17] oder
- keine Ausweispapiere besitzen und also gar nicht befragt werden.[18]

Es entstehen so „offizielle Volkszählungsergebnisse mit einer minimalen Zahl von bekennenden Roma“, auf die wiederum Unterbehörden sich berufen, um so „die gesetzlich vorgeschriebenen Förderungsmaßnahmen nicht ausführen zu müssen“ und „um sich Arbeit und finanzielle Mittel zu ersparen.“
Der allgemeine Zensus von 1930 in Großrumänien zählte 262.501 (1,6 %) „Zigeuner“. 1948 waren es nur noch 53.425. Es ergibt sich auch unter Berücksichtigung der Gebietsabtretungen und der Ermordung von mehr als 10.000 Roma unter dem Antonescu-Regime eine erhebliche Zähldifferenz. Im Ergebnis der Volkszählung 1977 war die Zahl wiederum auf 227.398 (1 %) Personen angestiegen, 1992 dann auf 409.723 (1,8 %). Demgegenüber listete eine 1998 durchgeführte Studie des rumänischen Instituts für Erforschung der Lebensqualität 1.002.381 selbstidentifizierte Roma. Sie bezifferte die Gesamtzahl mit 1.452.700 bis 1.588.552, während die letzte Volkszählung 2002 noch wieder nur 535.250 (2,5 %) Roma ergab. Viele Schätzungen gehen weit über die staatlichen Zensuszahlen von 2002 hinaus. Laut dem Länderbericht des US-Außenministeriums von 2011 leben in Rumänien zwischen 1,8 und 2,5 Millionen Roma – die etwa 10 % der Bevölkerung ausmachen würden. Der Bericht stellt den Zensuszahlen von 2002 kritisch einen Regierungsbericht von 2008 gegenüber, der von 1,2 Millionen ausgeht. NGO und nichtrumänische Sprecher bevorzugen die Angabe von 2,5 Millionen Roma, bleiben leicht darunter oder erhöhen auf drei Millionen.
Die untere Grenze markierten 700.000 im Jahre 2008 bzw. etwa eine Generation davor 760.000 (1985).
Die oft bis auf den letzten Einer genauen Zahlen legen zwar Genauigkeit nahe, belegen aber durch ihre außerordentliche Spannbreite die generell mangelnde Vertrauenswürdigkeit von Zahlenangaben. Sie gehen nicht auf wissenschaftliche Studien, sondern auf interessegeleitete Befragungen und Antworten zurück.
Seit 1990 (Wegfall des Eisernen Vorhangs), aber besonders seit 2002 (Visafreiheit für rumänische Staatsangehörige im Schengen-Raum) und 2007 (EU-Aufnahme Rumäniens), setzte eine massive Auswanderungswelle rumänischer Roma nach Westeuropa ein. Florin Cioabă, ein wichtiger Führer der Roma, sagte in einem Interview, dass die Fortführung dieses Trends den Verlust der Roma-Minderheit für Rumänien bedeuten könnte.

## Geschichte

### In den Donaufürstentümern

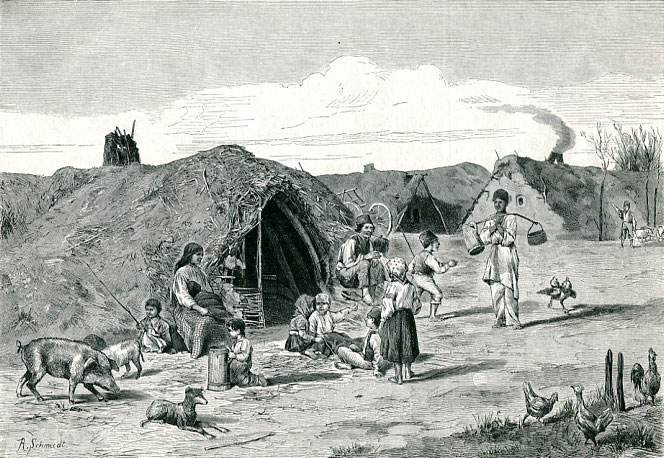
„Rumänische Zigeuner“. Illustration von Rudolf Schmidt im Stuttgarter Unterhaltungsblatt Über Land und Meer, 1884

Es ist davon auszugehen, dass erste Gruppen von „Zigeunern“ bereits im 13. Jahrhundert ins Donaugebiet, im 14. Jahrhundert dann nach Siebenbürgen und in die Walachei zugewandert sind. Urkundlich belegt ist die Minderheit erstmals 1385 für die Walachei, 1416 für Siebenbürgen. Die als „Zigeuner“ Bezeichneten beschrieben sich als Pilger, Büßergruppen oder Überbringer päpstlicher Botschaften.
Bereits für das 16. Jahrhundert ist in beiden Fürstentümern ihr Dasein in einem sklavenähnlichen Zustand bezeugt. Einzelne Fürsten siedelten Roma in den Karpaten an – das heißt an der damaligen Grenze zum Königreich Ungarn, wo sie von dort kommende militärische Einfälle abwehren sollten und dafür einige Vergünstigungen erhielten.
Von ihren Eigentümern, den weltlichen oder geistlichen Grundherren, konnten sie verschenkt, verkauft oder verpachtet werden. Es gab unterschiedliche Grade der Unfreiheit. Robi domnești konnten als Handwerker einigermaßen frei innerhalb des landesherrlichen Territoriums der Erwerbsmigration nachgehen, Robi mănăstirești arbeiteten als Landarbeiter ortsfest auf klösterlichen Gütern.
Constantin Mavrocordat, der Fürst der Walachei und der Moldau, schaffte Mitte des 18. Jahrhunderts die Sklaverei in den Donaufürstentümern ab, nahm die Roma hiervon jedoch aus. Mihail Kogălniceanu schätzte 1840 die Zahl der Roma in der Walachei und in der Moldau auf 200.000, in Europa insgesamt auf 600.000. Von den etwa 200.000 Roma waren in der Mitte des 19. Jahrhunderts 80.000 Sklaven der Fürsten; sie durften (oder mussten) umherziehen, um als Handwerker, Goldwäscher, Händler, Musiker oder Gaukler Geld zu verdienen. Dafür hatten sie einen bestimmten jährlichen Betrag beim Fürsten abzuliefern. Es war ihnen verboten, das Land zu verlassen. Die meisten anderen arbeiteten als Diener oder auf den Gütern von Bojaren und von orthodoxen Klöstern. Sie waren ihren Herren schutzlos ausgeliefert. Offiziell durften sie nicht getötet werden; ein Mord an einem Roma wurde jedoch gerichtlich nicht verfolgt.
Während der Revolution in der Walachei 1848 schaffte die provisorische Regierung die Sklaverei ab; sie wurde nach der Intervention türkischer Truppen wieder eingeführt. Während des Krimkrieges (1853) erging in der Walachei erneut eine Verordnung zur Sklavenbefreiung, kurze Zeit später schloss sich das Fürstentum Moldau an. 1855 wurde in der Moldau und 1856 in der Walachei die Sklaverei endgültig abgeschafft. Am 20. Februar 1856 unterzeichnete in der Walachei Fürst Barbu Dimitrie Știrbei ein entsprechendes Dekret. Ein großer Teil der Befreiten verließ das Land und migrierte vor allem nach Mitteleuropa. Andere siedelten sich an den Rändern der Städte an und ein Teil ging ambulanten Tätigkeiten mit wechselndem Aufenthaltsort nach. Die Bojaren wurden für die erzwungene Freilassung ihrer Sklaven entschädigt; sie erhielten für einen Sklaven 10 Dukaten. In der Walachei und der Moldau bewirkte die Unfreiheit der Minderheit einen starken Verlust der Sprache, des Romanes.

### In den heutigen nordwestlichen Landesteilen
Gesondert zu betrachten sind die Roma in den heute nordwestlichen Landesteilen Rumäniens, die bis 1918 zum Königreich Ungarn, zum Fürstentum Siebenbürgen bzw. zur Habsburgermonarchie gehörten. 1476 erging ein Freibrief des ungarischen Königs Matthias Corvinus, der die Zigeuner von Hermannstadt aus der siebenbürgisch-fürstlichen Gerichtsbarkeit herausnahm. Seit Maria Theresia gab es systematische staatliche Anstrengungen zur Zwangsassimilation. Dazu gehörten ein Sprachverbot, ein Verbot der Heirat innerhalb der Minderheit, ein generelles Verbot einer minderheitlichen kulturellen Praxis oder auch das Verbot, das festgelegte Domizil zu verlassen (zu „wandern“). 1786 wurde unter Joseph I. die Leibeigenschaft aufgehoben. Die soziale Marginalisierung, die sich in Wohnplätzen am Rande der Ortschaften widerspiegelte, blieb: für Hermannstadt ist belegt, dass die Angehörigen der Minderheit die als „unehrlich“ (= „unehrenhaft“) geltende Aufgabe der Stadtreinigung hatten.

### Im Königreich Rumänien
In den ersten Jahrzehnten des Königreichs Rumänien besserte sich die Situation der Roma, die weitgehend ungehindert ihren Handwerksberufen nachgehen konnten. Die wirtschaftlichen Krisenjahre nach dem Ersten Weltkrieg, die Umstrukturierung der Wirtschaft und der damit verbundene Niedergang vieler Handwerksberufe führten jedoch wieder zu einer Verschärfung der Spannungen zwischen den Roma und der rumänischen Mehrheitsgesellschaft. Andererseits gab es gerade in dieser Zeit eine lebendige Roma-Presselandschaft; im Land erschienen zwischen 1930 und 1940 sieben Roma-Zeitungen. Nach dem Ersten Weltkrieg erhielt Rumänien im Vertrag von Trianon weite Gebiete des Königreichs Ungarn, unter anderem Siebenbürgen. Auch in diesen Regionen lebten zahlreiche Roma. Deren Lebensgrundlage bildeten vor allem selbständige Erwerbsweisen in Handwerk (Kessel-, Kupfer- und Blechschmiede) und Handel, oft ambulant ausgeübt. Bei ihnen hat sich das Romanes neben Ungarisch und Rumänisch als Primärsprache behauptet. Bei der Volkszählung von 1930 gaben nur 37,2 Prozent der Roma Romanes als ihre Muttersprache an, die übrigen zwei Drittel sprachen demnach Rumänisch, Ungarisch oder eine weitere regionale Sprache. Um diese Zeit lebten die Roma überwiegend in eigenen Stadtvierteln oder als Gemeinschaft am Rand von Dörfern. Nicht alle Roma waren von der Mehrheitsgesellschaft segregiert, manche hatten die kulturellen Normen der Rumänen übernommen und es gab Fälle von Heiraten zwischen Roma und Nicht-Roma. Unabhängig davon äußerten zahlreiche Politiker in den 1930er Jahren rassistische Vorurteile gegenüber den Roma, weshalb sie in einem ständigen Klima der Bedrohung lebten.

### Antonescu-Regime
Unter der Herrschaft des mit den Nationalsozialisten verbündeten Militärregimes von Ion Antonescu fand eine teilweise ethnische Säuberung statt, von der in Rumänien vor allem die Roma betroffen waren. Einer der bekanntesten damaligen Rassentheoretiker, Iordache Făcăoaru, schlug 1940 vor, alle „nomadisch“ und „halbnomadisch“ lebenden Roma in Arbeitslager zu stecken, wo sie innerhalb einer Generation aussterben würden. Die sesshaften Roma sollten sterilisiert werden. Ion Antonescu äußerte sich erstmals Anfang Februar 1941 zum „Zigeuner-Problem“, als er in einer Ministerratssitzung sein Programm zur ethnischen Säuberung vorstellte. Als ersten Schritt wollte er alle Roma aus Bukarest entfernt haben. Sie sollten sich in den noch trockenzulegenden Sümpfen des Donaudeltas mit Fischfang beschäftigen oder vielleicht in der Steppenregion Bărăgan in Arbeitslager gesteckt werden. Ähnlich äußerte er sich am 4. April 1940 in einer Sitzung. Nach den Bukarester Roma sollten die Roma aus allen anderen Städten verschwinden. Als Begründung für das Vorgehen gegen Roma berief er sich auf den Bericht eines Arztes aus dem Gesundheitsministerium, der darin die Zustände in den Wohnvierteln der Roma für die Ausbreitung von Typhus verantwortlich machte. Im Herbst 1941 hatten sich hohe Verwaltungsbeamte darauf verständigt, alle ethnisch unerwünschten Personen nach Transnistrien zu schaffen.
Im Mai 1942 nahmen die Pläne zur Deportation der Roma konkrete Gestalt an. Die Roma wurden registriert, um sie in zwei Kategorien einzuteilen: nomadische und sesshafte Roma. Zur ersten Kategorie gehörten Roma, die angeblich eine Gefahr für die öffentliche Ordnung darstellten. Laut Anordnung des Innenministeriums vom 17. Mai musste die Zählung der Roma bis Ende des Monats durchgeführt sein. Ab sofort durften die Roma ihren Aufenthaltsort nicht mehr verlassen. Ende Mai ordnete Ion Antonescu von seiner Villa in Predeal per Telegramm die unauffällig durchzuführenden Deportationen an, die am 1. Juni begannen und bis 15. August dauerten. Mit der Durchführung der Operation war General Constantin Vasiliu (1882–1946) beauftragt, der seine Aufgabe als „Einsammeln und Fell Abziehen streunender Hunde“ bezeichnete. Die erste Phase bis zum 2. Oktober bestand aus der Deportation von 11.474 „nomadischen“ Roma per Bahn in Viehwaggons nach Transnistrien. Als es um die Deportation der zweiten Kategorie ging, ordnete der Innenminister am 22. Juli 1942 an, die Militärangehörigen und ihre Familien nicht zu deportieren und von den übrigen „unerwünschten“ Roma auszusortieren. Von den im Mai gezählten 31.438 Roma der zweiten Kategorie wurden letztlich nur 12.497 zur Deportation bestimmt, weil die Männer der nicht abgeschobenen Gruppe in der Armee unentbehrlich waren. Die Roma der sesshaften Kategorie, die „gefährlich und unerwünscht“ waren – auf Vasilius Drängen waren es mehr als vorgesehen: 13.245 – wurden in der zweiten Phase zwischen dem 2. und 16. September deportiert. Am 13. Oktober erklärte Antonescu in einer Sitzung des Ministerrats alle weiteren Deportationen von Roma und Juden für ausgesetzt.
Insgesamt wurden rund 41.000 in Rumänien lebende Roma gezählt. Eine offizielle Liste der bis September 1942 nach Transnistrien deportierten Roma beider Kategorien nennt in der Summe 24.684 Personen. Schätzungen zufolge wurden 25.000 bis 30.000 nach Transnistrien deportiert und dort in Lagern und Dörfern angesiedelt. Von diesen Roma überlebten den Porajmos nach unterschiedlichen Schätzungen zwischen 1500 und 6000 Personen, die übrigen starben an Unterernährung, Kälte, Krankheiten und anderen Folgen mangelnder Versorgung.

### Während der Herrschaft der Kommunistischen Partei
Nach der Machtübernahme der Kommunistischen Partei gelang es einem Teil der Roma, ihre wirtschaftliche Grundlage wieder zu verbessern, da viele im Zuge der planmäßigen Industrialisierung des Landes eine feste Erwerbsmöglichkeit erhielten. Offene Verfolgung und Diskriminierung waren verboten. Auf der anderen Seite leugnete das Regime gegen Ende seiner Herrschaft die Existenz einer ethnischen Minderheit der Roma.

## Lage seit der Revolution 1989

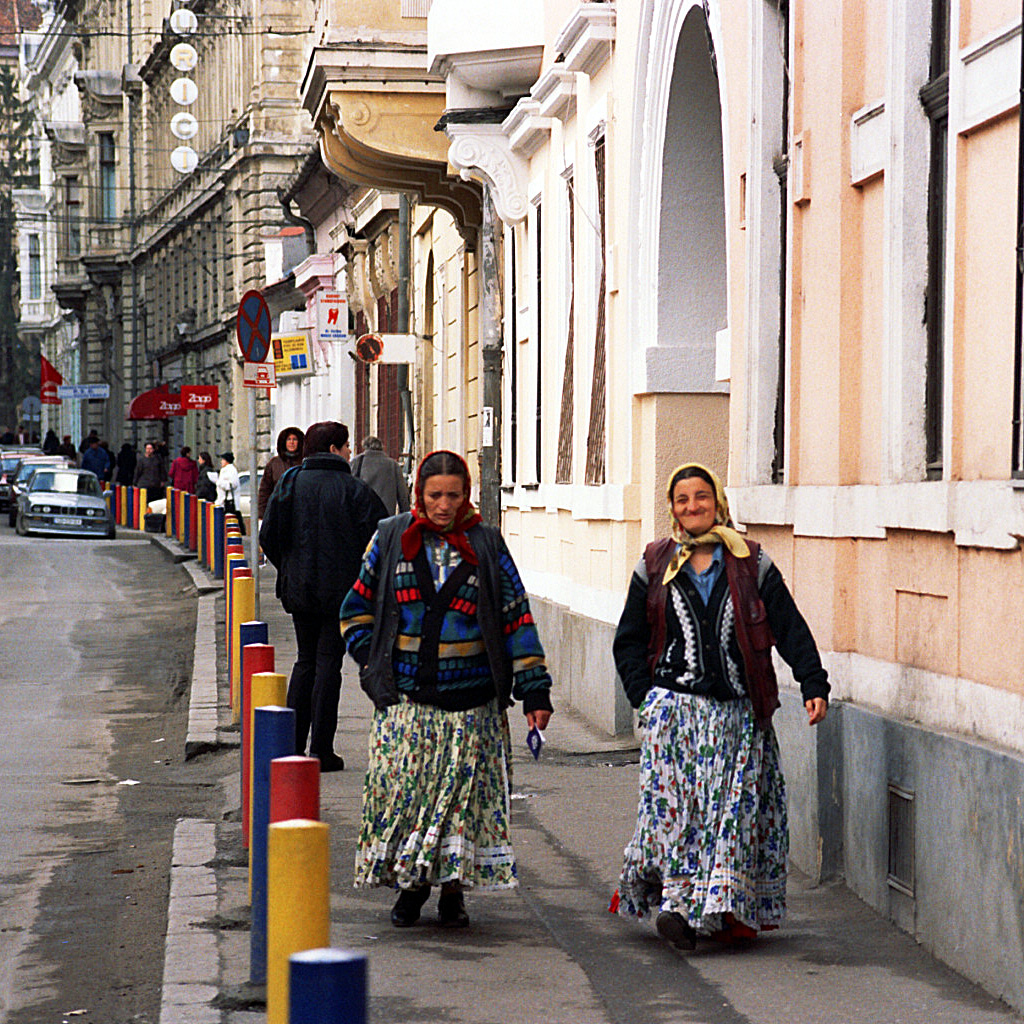
Roma-Frauen in Cluj-Napoca, 2003

Nach dem Ende des kommunistischen Regimes und der Etablierung eines marktwirtschaftlichen Systems gehörten Roma zu den zuerst Entlassenen. Bei der Arbeitsplatzsuche waren Diskriminierungen an der Tagesordnung. Die Verschlechterung ihrer Situation betrifft aber nicht nur ihre Einkünfte. Auch wohnen Roma häufiger als Rumänen anderer Ethnien in Siedlungen ohne fließendes Wasser und ohne Strom; ein Teil der Kinder lebt auf der Straße. Das traditionelle Handwerk ist inzwischen weitgehend aufgegeben, die damit einhergehende (Erwerbs-)Migration ebenfalls, der Handel als Marktbeschicker ist an die Stelle getreten. Ablehnung der Roma aus der Mehrheitsbevölkerung entlud sich nach dem Systemwechsel und dem damit einhergehenden Kontrollverlust in Pogromen. Beide Ursachenkomplexe – schlechte wirtschaftliche Bedingungen und vielfältige Formen der Exklusion – führten zur Abwanderung vieler Roma nach Westeuropa. Sie wurden so Teil der Migration von Rumänen nach Westen, was verstärkte Distanzierungen von Seiten anderer Bevölkerungsgruppen und aus dem Spektrum zwar nicht nur, aber doch insbesondere vehement rechtsgerichteter Organisationen zur Folge hatte. Behauptet wurde, es handle sich bei den Angehörigen der Roma-Minderheit nicht um Rumänen, was wiederum auf scharfe Kritik aus anderen Teilen der rumänischen Gesellschaft stieß, die sich in dieser Frage gespalten zeigt (siehe Abschnitt „Begriff“). Eine Untersuchung der Haltung der rumänischen Transformationsgesellschaft zur Roma-Minderheit ergab „eine tiefe Gespaltenheit der Gesellschaft und eine bewusste Abgrenzung der Einkommensstarken, Westorientierten und Gebildeten von anderen [sozialen] Schichten“, darunter in besonders hohem Maße von Roma. Gerade in diesem auf Exklusion drängenden Teil der Gesellschaft gibt es zu realen Roma nur sehr wenig Kontakt, während mit persönlichen Erfahrungen „Generalisierungen zur sozialen Stellung an Bedeutung (verlieren)“ und zu positiven Urteilen führen. Der Anteil der „positiven Einstellungen und Erfahrungen im rumänischen Kontext“ wurde als „bemerkenswert hoch“ eingeschätzt.
Ein weiteres Problem ist die schlechte Bildung vieler Roma. Um die Jahrtausendwende waren 44 % der Männer und 59 % der Frauen Analphabeten. Nachdem dieses Problem in den ersten Jahren nach der Revolution von den jeweiligen Regierungen zunächst weitgehend ignoriert worden war, ist seit etwa 2001/2002 die Situation der Roma immer wieder Gegenstand von Regierungsuntersuchungen, in denen darauf hingewiesen wird, dass insbesondere die Bildung der Roma verbessert werden müsse. Das Bildungsministerium verfügte die Aufnahme einer bestimmten Mindestanzahl Roma an den Universitäten; letztere stellen teilweise von sich aus zusätzliche Studienplätze für Roma bereit. So wurden ab 1992/1993 Sonder-Studienplätze für Roma an der Universität Bukarest eingerichtet, zunächst auf die Fakultät für Sozialarbeit begrenzt. Ab 1998 wurden im Rahmen von affirmativen Maßnahmen eine größere Zahl von Studienplätzen an acht Universitäten Rumäniens für Roma-Studenten reserviert. In den Grundschulen findet trotz offizieller Gleichberechtigung nach wie vor der Unterricht oft ethnisch getrennt statt, d. h. Roma werden in eigenen Klassen von anderen rumänischen Kindern segregiert. Dies mag von der Weigerung anderer Rumänen mitbedingt sein, ihre Kinder zusammen mit Roma-Kindern unterrichten zu lassen. Die Schulabbrecherquote ist unter Roma gegenüber den anderen Nationalitäten Rumäniens deutlich höher.
Es gibt demnach einen Gegensatz zwischen der sozialen Wirklichkeit und der verfassungsmäßigen Rechtsgleichheit. Artikel 4 Absatz 2 der rumänischen Verfassung von 1991 verspricht allen Rumänen Rechtsgleichheit „ohne Unterschied der Rasse, der Nationalität, der ethnischen Herkunft, der Sprache, der Religion, des Geschlechts, der Meinung, der politischen Zugehörigkeit, des Vermögens oder der sozialen Herkunft“.
Die explizite Diskriminierung von Roma bei Stellen- oder Mietanzeigen und die Verweigerung des Zutritts zu Gaststätten oder Diskotheken, wie sie zuvor vorkamen, stehen inzwischen unter Strafe.
Von weiten Teilen der rumänischen Öffentlichkeit werden Roma jedoch nach wie vor ausgegrenzt. Nach einer Umfrage kurz nach dem Jahr 2000 waren 30 % der rumänischen Mehrheitsbevölkerung der Meinung, dass Roma nicht ins Ausland reisen sollten. 36 % glaubten, dass Roma am besten am Rande der Gesellschaft leben sollten, 50 % befürworteten eine obligatorische, staatlich kontrollierte Geburtenbeschränkung. Innerhalb weiter Teile der rumänischen Mehrheitsbevölkerung ist der Begriff „Zigeuner“ ein gängiges Schimpfwort (auch für einen anderen Rumänen). Als solches wurde er auch von Staatspräsident Traian Băsescu gegenüber einer ihm aufdringlich wirkenden Journalistin verwendet.
Es gibt in Rumänien etwa 200 bis 300 Roma-Verbände, jedoch keine anerkannte Dachorganisation, was die Interessenvertretung seitens der Roma, aber durch das Fehlen allseits akzeptierter Ansprechpartner auch die Arbeit der Regierung hinsichtlich der Roma erschwert. Die Partei der Roma (Partida Romilor „Pro-Europa“) erhielt bei den Parlamentswahlen 2008 etwa 44.000 Stimmen, was einem Anteil von nur 0,6 % entspricht. Da die Roma zu den 19 offiziell anerkannten ethnischen Minderheiten Rumäniens gehören, steht der Partei jedoch trotzdem ein Sitz in der Abgeordnetenkammer zu.
Einige Roma waren ökonomisch erfolgreich, nicht selten indem sie mit Eisen und Stahl aus stillgelegten Produktionsstätten – nun Schrott – handelten oder Altstoffe aufarbeiteten. Mitunter zeigen sie ihren Wohlstand in auffälliger Weise. „Mit steigendem Status“ lehnen Rumänen aus der Bevölkerungsmehrheit derartige Formen der Selbstdarstellung ab und tragen zugleich vor, „Zigeuner“ blieben doch stets „Zigeuner“.
Die heutigen Probleme der Roma in Rumänien – wie auch in anderen Staaten – sind nach Auffassung vieler Fachleute auf zahlreiche, komplex aufeinander wirkende Faktoren zurückzuführen. Dazu gehören die gegenüber der Mehrheitsbevölkerung deutlich schlechtere materielle Ausgangsbasis, eine meist inoffizielle Segregation der Roma in vielen Bereichen der Gesellschaft, seitens mancher Roma aber auch ein zähes Festhalten an herkömmlichen Strukturen. Aufgrund einer langen Tradition verschiedener Formen der Diskriminierung gibt es bei vielen Roma ein Misstrauen gegenüber staatlichen Maßnahmen und privaten Hilfsangeboten, welche schließlich oft an mangelnder Mitarbeit und Initiative scheitern.
Die rumänische Regierung richtete 2004 ein eigenes Amt ein (Agenția Națională pentru Romi, „Nationale Agentur für Roma“), das sich speziell mit den Problemen der Roma-Minderheit befasst.

## Dobrudscha
Eine kleine Minderheit von muslimischen Roma (Xoraxane-Roma) lebt in der Dobrudscha, zusammen mit ethnischen Türken und Tataren. Die muslimischen Roma haben sich im Lauf der Jahrhunderte mit Türken vermischt und betrachten sich selbst als Türken und sprechen Türkisch. Von den Türken und Tataren werden sie als nicht besonders gläubige Muslime betrachtet.

## Einige bekannte rumänische Roma
- Musiker

- Nicolae Neacșu, Violinist und Mitglied der Musikgruppe Taraf de Haïdouks
- Romica Puceanu, Sängerin
- Mădălin Voicu, Musiker und Politiker

- Politiker

- Nicolae Păun

- Sportler

- Bănel Nicoliță, Fußballspieler

## Film
- The Curse of the Hedgehog (Kamera: Dumitru Budrală), Dokumentarfilm über ein Jahr einer in äußerster Armut nomadisch lebenden Roma-Familie in den Südkarpaten